# Augochloropsis semilaeta
Augochloropsis semilaeta là một loài Hymenoptera trong họ Halictidae. Loài này được Cockerell mô tả khoa học năm 1923.